# ديفيد إم. ساباتيني
ديفيد إم. ساباتيني (بالإنجليزية: David M. Sabatini)‏ هو أستاذ جامعي وعالم كيمياء حيوية أمريكي، ولد في 27 يناير 1968 في نيويورك في الولايات المتحدة.